# ターシャ・テューダー
ターシャ・テューダー（Tasha Tudor、1915年8月28日 - 2008年6月18日）はアメリカの絵本画家・挿絵画家・園芸家（ガーデナー）・人形作家である。
アメリカ人の心の故郷とも評されるニューイングランド地方の大自然の中で、少女時代より憧れていた19世紀さながらの生活を送った。家具職人・大工である息子の手による古い農家を模した家で、コーギー犬、鶏、ネコ、ヤギ、小鳥などと暮らし、衣食住をすべて手作りし、自ら「地上の楽園」と称する庭を作り、そのスローライフぶりがアメリカ人のみならず世界中の人々を魅了した。
彼女の描く絵は「アメリカ人の心を表現する」絵と言われ、クリスマスカードや感謝祭、ホワイトハウスのポスターによく使われている。50歳代半ばよりバーモント州の小さな町のはずれで自給自足の一人暮らしを始め1800年代の農村の生活に学び、彼女の住む広大な庭で季節の花々を育て続けるライフ・スタイルは、日本でも注目を浴びた。

## 経歴

### 幼少～子供時代
1915年8月28日、マサチューセッツ州ボストンで生まれる。父ウィリアム・スターリング・バージェスはヨットや飛行機の設計の業界ではアメリカを代表する有名な技師・実業家で、母ロザモンド・テューダーは肖像画家であった。また両親共にボストン名家出身で、彼女の両親の祖父や曽祖父及びその兄弟なども地元の名士だった。特には母方のテューダー家は、18～19世紀にボストン・バラモン（ボストン・ブラーミン）(en)と呼ばれるボストンの政財界を支配する約40家の中の一つでもあった。彼女は誕生時に父のミドルネームをとってスターリング・バージェスと名付けられたが、父が『戦争と平和』の登場人物ナターシャを気に入っていたため、すぐにナターシャと改名された。ターシャはナターシャの愛称であり、母の友人たちにはしばしば「ロザモンド・テューダーの娘ターシャ」と紹介されたため、家族以外にはテューダーが本名だと思われるようになり、ターシャ本人もターシャ・テューダーという響きを気に入り、後に筆名および本名とした。バージェス家とテューダー家はどちらも、電話を発明したベル等そうそうたる文化人と交流を持っていた。しかしターシャはそんな華やかな世界が好きになれず、社交界デビューを断ってパーティから逃げ出してばかりいた。ターシャには農場のほうが魅力的でいつも牛を欲しがっていたという。読書家で話好きだった父からは想像力が養われ、肖像画家だった母からは絵の手ほどきを受け、小さい頃から絵本を作って遊んでいた。9歳のときに両親が離婚し、母ロザモンドと共にニューヨークのグリニッジ・ヴィレッジに転居することになったが、子供の成育には都会よりも田舎の方が向いていると考えたため、コネチカット州レディング(en)に住む両親の友人の家に預けられ、週末だけ母の住むニューヨークを訪れるようになった。ターシャはボストンよりも自然の多いレディングを愛した。13歳の誕生日に念願の牛を買ってもらったターシャは、15歳で学校を辞めて迷わず絵画と農業の道を選んだ。農業で培った経験は自給自足の精神を育て、子供たちに絵本を作ったり花を育てたりその後のライフスタイルに大いに影響することになる。

### 結婚、絵本作家としてデビュー
1938年、23歳でトーマス・マクリーディとレディングで結婚し、同年夫の強いすすめでデビュー作の絵本『パンプキン・ムーンシャイン』（Pumpkin Moonshine）を出版した。長女ベサニー、長男セス、次男トーマス、次女エフナーと4人の子供に恵まれるが、1961年に46歳で離婚し、同年正式にターシャ・テューダーと本名を改めた。この時子供たちもテューダー姓に改名した。1960年代にアラン・ジョン・ウッズと再婚したが、数年で離婚している。生涯を通し80冊以上の本を出版。次々と出版された作品はそれまで古典が中心だった児童文学に新風を吹き込んだ。身近な世界が舞台となった話にアメリカ中の子供たちが夢中になった。1945年に77の詩に挿絵の入った『マザー・グース』という絵本で、絵本画家に贈られる最も権威あるコールデコット賞の次点作（オナー賞）に選ばれた。同年ニューハンプシャー州ウェブスター(en)の古い農場を買い取って移住。その後、1957年に数字やアルファベットの絵本『1 is One』という作品で再びコールデコット・オナー賞を受賞する。コーギー犬が大活躍する絵本『コーギービル』シリーズはターシャの代表作である。1968年にルイーザ・メイ・オルコット著の『若草物語』の挿絵を描いている。若草物語に登場する末娘のエイミーにプロポーズする青年のモデルはマサチューセッツの氷を世界中に輸出して財を築いたターシャの曽祖父でアイスキングと呼ばれた、フレデリック・テューダー(en)である。1971年に児童文学に対する貢献を評価されて、リジャイナ・メダル(en)を受賞する。晩年にバーモント大学から名誉博士号を授与された。

### 夢のスローライフな生活へ
1972年、57歳の時に思う存分庭造りをするためにバーモント州南部の小さな町はずれマールボロに移り住み、19世紀頃の開拓時代スタイルのスローライフな生活を営んだ。およそ30万坪の広大な土地に、家具職人である長男セスはターシャの希望する年季の入った古びた家になるように18世紀の工法を研究し、たった1人で家を造り上げた。家と庭の一帯を「コーギー・コテージ」と呼び、電気や水道等、近代設備は最小限に留め暖炉とベッドとロッキングチェアー、薪オーブンがあるような質素な室内と古い道具を使う昔ながらの生活を実践した。一日の大半を草花の手入れに費やし、小花模様のドレスやエプロンを手作りし山羊の乳を搾り、庭でとれた果実で、ジャムやジェリー（透明なジャム）を作りパイを焼いたりした。16歳の時にパン作りのコンクールで優勝したこともあるほど料理は得意で、料理の秘訣は「近道を探さないこと」がモットー。挿絵入りの料理本（『ターシャ・テューダーのクックブック』）を出版したこともあった。コーギー犬の「メギー」が良きパートナーで、他にもハトやニワトリなどの小動物と共に暮らしていた。16時半、庭先のポーチでお茶を飲むのが日課。日記代わりに周りの草花や動物達をスケッチした。毎日のように歩いて10分ほどのところに住んでいる長男のセスが訪ねてきて水遣りや買い物や力仕事など甲斐甲斐しく母を助け、高齢の母親の暮らしを見守っていた。2008年6月18日に自宅で家族、友人に囲まれ脳卒中の合併症により逝去。92歳没。
しかしターシャの死後、広大な土地など全遺産を受け継いだ長男とその息子に対し、比較的彼女とは疎遠だった残りの3人、アメリカ空軍に勤務する弁護士の次男や、絵本作家やイラストレーターになった長女や次女が、本来相続できる筈だった200万ドルの美術品や、土地の半分などの遺産が貰えなかったとして長男相手に訴訟を起こした。

## 影響を受けた人物・エピソード

### ガーデニングへの目覚め
3歳の時にベルの家に咲いていた中国原産のバラの花ロサ・ユゴニス（Rosa hugonis）を見て花の魅力に目覚め、将来自分もこんな花を咲かせる人になろうと心に決める。ベルがポケットにルピナスの種を入れて行く先々でまいてアメリカ中にルピナスの花を咲かせたという話をベルの娘の親友だった母から聞いて、とても感動し強く影響を受ける。

### ライフスタイルへの影響
思想家ヘンリー・デイヴィッド・ソローがマサチューセッツ州コンコード郊外のウォールデン湖のほとりで自給自足の暮らしを実践した著書『ウォールデン-森の生活』から、ソローの思想に大きく影響を受ける。ちなみに世界有数の天然氷の販売業者で「アイスキング」と呼ばれた祖父フレデリック・テューダーが、労働者を雇ってウォールデン湖の氷を切り出させていたことから、同書の中にフレデリックに関する記述が登場する。

## 主な著書
- 「Pumpkin Moonshine」（1938年）（デビュー作） 邦訳：「パンプキン・ムーンシャイン」
- 「Alexander the Gander」（1939年） 邦訳：「ガチョウのアレキサンダー」
- 「A Tale for Easter」（1941年） 邦訳：「イースターのおはなし」
- 「Snow Before Christmas」（1941年） 邦訳：「もうすぐゆきのクリスマス」
- 「Mother Goose」（1944年）（コルデコット賞受賞作品） 邦訳：「ターシャ・テューダーのマザー・グース」
- 「Dorcas Porkus」（1945年） 邦訳：「こぶたのドーカス・ポーカス」
- 「Linsey Woolsey」（1946年） 邦訳：「ひつじのリンジー」
- 「Thistly B.」（1949年） 邦訳：「カナリアのシスリーB」
- 「Amanda and the Bear」（1951年） 邦訳：「アマンダとクマ」
- 「Edgar Allan Crow 」（1953年） 邦訳：「エドガー・アラン・クロウ」
- 「A is for Annabelle」（1954年） 邦訳：「AはアナベルのA」
- 「1 is One」（1956年） （コルデコット賞受賞作品） 邦訳：「1はひとつ」
- 「Around the Year」（1957年） 邦訳：「季節のめぐり」
- 「Becky's Birthday」（1960年） 邦訳：「ベッキーの誕生日」
- 「Corgiville Fair 」（1970年） 邦訳：「コーギビルの村まつり」
- 「The Great Corgiville Kidnapping」 邦訳：「コギービルのゆうかい事件」
- 「The Tasha Tudor Cookbook」 邦訳：「ターシャ・テューダーのクックブック」
- 「THE SPRINGS OF JOY」 邦訳：「喜びの泉」
- 「FIRST DELIGHTS」 邦訳：「すばらしい季節」
- 「A TIME TO KEEP」 邦訳：「輝きの季節」
- 「ROSEMARY FOR REMEMBRANCE」 邦訳：「ローズマリーは思い出の花」
- 「Tasha's Artistic Garden」 邦訳：「ターシャの庭」
- 「TashaTudor'sGARDEN」 邦訳：「ターシャ・テューダーのガーデン」
- 「The Private World of Tasha Tudor」 邦訳：「ターシャ・テューダーの世界 ニューイングランドの四季」
- 「Forever Christmas」 邦訳：「ターシャ・テューダーのクリスマス」
- 「暖炉の火のそばで～ターシャ・テューダー手作りの世界～」（1996年）
- 「小径の向こうの家～母ターシャ・テュ-ダーの生き方～」（1999年）
- 「心に風が吹き、かかとに炎が燃えている」（2001年）
- 「思うとおりに歩めばいいのよ (ターシャ・テューダーの言葉) 」（2002年）
- 「コーギビルのいちばん楽しい日 」（2002年）
- 「楽しみは創り出せるものよ (ターシャ・テューダーの言葉 (2))」（2003年）
- 「今がいちばんいい時よ (ターシャ・テューダーの言葉 (3))」（2004年）
- 「ターシャの家」（2005年）
- 「喜びは創りだすもの ターシャ・テューダー四季の庭 」（2006年）
- 「ターシャのスケッチブック」（2006年）
- 「生きていることを楽しんで　ターシャ・テューダーの言葉　特別編」（2006年）
- 「ターシャの庭づくり」（2007年）
- 「ターシャからの贈りもの」（2007年）
- 「恋をするターシャ」（2007年）
- 「ベッキーのクリスマス」（2007年）
- 「ターシャとコーギ」（2008年）
- 「ターシャ・テューダー最後のことば―ラスト・インタビュー「人生の冬が来たら」」（2009年）
- 「ターシャの輝ける庭 」（2009年）

## 顕彰施設

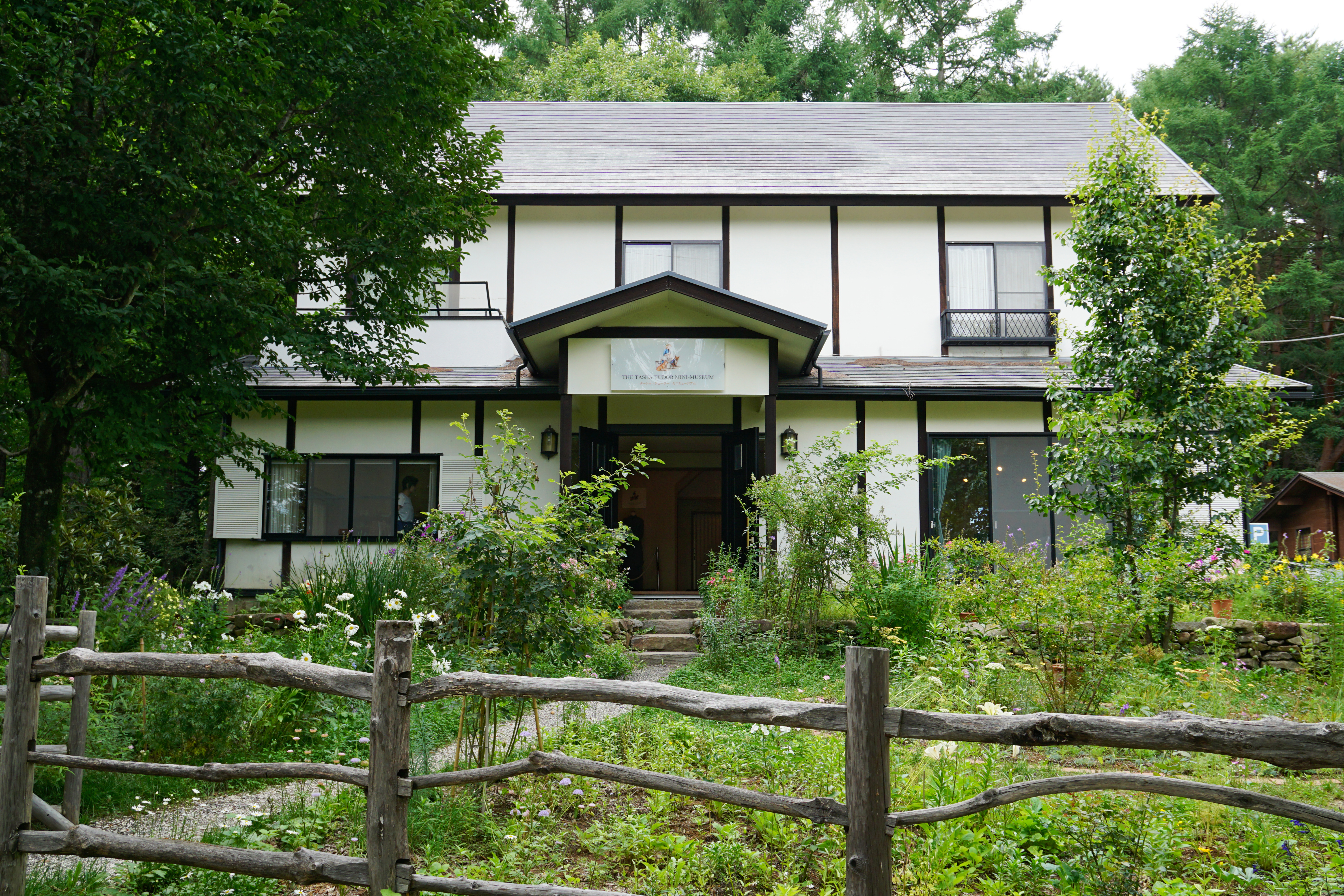
ターシャ・テューダー ミュージアム ジャパン

- ターシャ・テューダー ミュージアム ジャパン（山梨県北杜市）

## 放送
- ターシャの森から つながる家族の暮らし NHK

## DVD
- 喜びに満ちた人生を~ターシャテューダーの魔法の世界 2017

## 映画
- ターシャ・テューダー 静かな水の物語 2017年